# Hans Georg Fuchs
Hans Georg Fuchs (* 21. März 1932 in Wien; † 9. März 2020 in Mönichkirchen) war ein österreichischer Politiker (ÖVP) und Industrieller. Er war Abgeordneter zum Nationalrat in der XVI. Gesetzgebungsperiode vom 19. Mai 1983 bis zum 6. März 1984.
Nach der Matura am Bundesgymnasium Graz 1950 studierte er an der dortigen Technischen Universität. Er schloss sein Studium 1955 ab. Außerdem besuchte er eine Lehrerbildungsanstalt. 1956 bis 1959 arbeitete für die Firma Eldra, danach bis 1962 für FD Sims Limited im englischen Lancashire und schließlich 1962 bis 1980 für die familieneigene Fuchs & Co. AG. 
Seine politische Laufbahn begann er als Obmann der Fachgruppe der Elektroindustrie in der steirischen Wirtschaftskammer. 1965 bis 1978 war er Abgeordneter zum Steirischen Landtag und 1980 bis 1983 Landesrat. 1983 war er außerdem Mitglied des Vorstandes der Österreichischen Industriellenvereinigung. Ab 2008 leitete Fuchs den Ennstaler Kreis.